# Full Moon Fever
Full Moon Fever är ett musikalbum av Tom Petty, släppt 1989 på MCA Records. Officiellt är det ett soloalbum men medlemmarna från hans vanliga kompband The Heartbreakers medverkar i stor utsträckning, främst Mike Campbell. Jeff Lynne från Electric Light Orchestra hjälpte till med låtskrivandet och produktionen. Albumet spelades in under samma period som supergruppen Traveling Wilburys existens, och förutom Lynne som var med i gruppen medverkar även George Harrison och Roy Orbison på ett spår vardera på Full Moon Fever.
Albumet blev trea på Billboard 200 i USA och blev också populärt i Europa. "Free Fallin' ", "I Won't Back Down" och självbiografiska "Runnin' Down a Dream" utgavs som singlar och blev de största hitsen.
Sedan 2019 är albumet invalt i Grammy Hall of Fame. Det listades på plats 298 på magasinet Rolling Stones uppdaterade version av The 500 Greatest Albums of All Time.

## Låtlista
1. "Free Fallin'" (Jeff Lynne/Tom Petty) - 4:14
2. "I Won't Back Down" (Jeff Lynne/Tom Petty) - 2:56
3. "Love Is a Long Road" (Mike Campbell/Tom Petty) - 4:06
4. "A Face in the Crowd" (Jeff Lynne/Tom Petty) - 3:58
5. "Runnin' Down a Dream" (Mike Campbell/Jeff Lynne/Tom Petty) - 4:23
6. "I'll Feel a Whole Lot Better" (Gene Clark) - 2:47
7. "Yer So Bad" (Jeff Lynne/Tom Petty) - 3:05
8. "Depending on You" (Tom Petty) - 2:47
9. "The Apartment Song" (Tom Petty) - 2:31
10. "Alright for Now" (Tom Petty) - 2:00
11. "A Mind With a Heart of It's Own" (Jeff Lynne/Tom Petty) - 3:29
12. "Zombie Zoo" (Jeff Lynne/Tom Petty) - 2:56

## Listplaceringar
| Lista (1989-1990) | Position              |
| ----------------- | --------------------- |
| Australien        | 13                    |
| Finland           | 9                     |
| Island            | 10 (DV Vinsældalisti) |
| Kanada            | 3 (RPM)               |
| Nederländerna     | 62                    |
| Norge             | 2 (VG-lista)          |
| Nya Zeeland       | 5                     |
| Storbritannien    | 8 (UK Albums Chart)   |
| Sverige           | 2 (Topplistan)        |
| USA               | 3 (Billboard 200)     |
| Västtyskland      | 41                    |